# Arcangelo Mandarino
Arcangelo Mandarino (Caltanissetta, 6 agosto 1920 – Belluno, 24 settembre 1991) è stato un magistrato italiano.

## Biografia

### La famiglia
Era figlio di Antonio Mandarino, ufficiale di ragioneria nella Regia Intendenza di finanza di Caltanissetta, e di sua moglie Crocifissa. Portava lo stesso nome del nonno paterno.

### La carriera
Con decreto ministeriale del 24 giugno 1941, fu nominato volontario di segreteria nella procura generale presso la Corte d'appello di Caltanissetta per due anni, fino al 27 dicembre 1943. Dal 27 giugno al 27 dicembre 1941, fu assegnato alla cancelleria della pretura di Belluno per un periodo di prova. Assunto in servizio il 1º ottobre 1947, fu nominato sostituto procuratore della Repubblica presso il tribunale di Belluno il 1º ottobre 1952, poi procuratore capo il 28 giugno 1953. Alla fine degli anni cinquanta, condusse le indagini sul caso di omicidio della contessa Martha Kusch.

### Il caso del Vajont

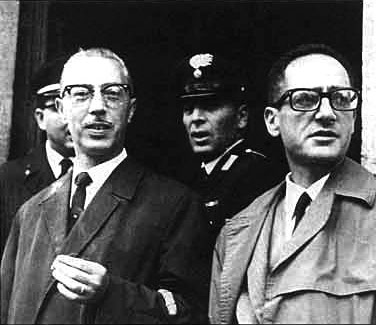
Da sinistra, Arcangelo Mandarino e Mario Fabbri nel 1963.

Condusse, insieme al sostituto procuratore Marino Vernier e al segretario della procura, le indagini dell'istruttoria sommaria per l'accertamento delle responsabilità penali connesse con il disastro del Vajont, che aveva causato quasi duemila morti. A partire dal 12 ottobre 1963, raccolse una cospicua documentazione con sequestro giudiziario, conservata nell'Archivio di Stato di Belluno.
Poco prima di mezzanotte, avvertito telefonicamente dell'avvenuto disastro, partì immediatamente alla volta di Longarone. I primi atti formali che intraprese dal mattino del 10 ottobre 1963 furono l'istituzione di centri di raccolta dei resti delle vittime lungo il corso del fiume Piave e la costruzione di un ufficio riconoscimento salme nella sede della provincia. Il 3 dicembre 1963, incaricò il geologo Michele Gortani, affiancato da un collegio di esperti, di eseguire i primi accertamenti sulla frana e sulle influenze del bacino artificiale.
Il 14 febbraio 1964, formulò le sue accuse e trasmise gli atti dell'indagine giudiziaria in corso al giudice istruttore Mario Fabbri perché procedesse all'istruttoria formale contro gli imputati, accusati di cooperazione in disastro colposo di frana aggravata dalla previsione dell'evento, cooperazione in disastro colposo di inondazione, cooperazione in omicidio e lesioni colpose plurimi.
Il 21 maggio 1967, con Fabbri e alcuni avvocati della difesa e della parte civile, raggiunse la scuola nazionale di geologia applicata dell'università di Nancy, dove il direttore Marcel Roubault, a capo della commissione di periti, condusse le nuove simulazioni su modellino della frana. Il 23 novembre 1967, depositò la sua requisitoria, dove determinò gravi responsabilità dei tecnici della Sade-Enel e dei funzionari ministeriali, con l'aggravante della prevedibilità dell'evento fin dal 1960. Non emise nessun mandato di cattura.

### Gli ultimi anni
Nell'ottobre 1967, fu promosso consigliere della Corte d'appello di Belluno e confermato nella carica allora ricoperta. Nel marzo 1972, a sua domanda, gli fu conferito l'ufficio direttivo di presidente del tribunale di Belluno per sostituire Mario Alborghetti, trasferito alla sede più importante di Venezia.
Collocato a riposo, morì di malattia a Belluno il 24 settembre 1991 ed è sepolto nel cimitero di Cusighe, insieme alla moglie.

## Vita privata
Si sposò con Ester Soppelsa ed ebbe una figlia, Anna.

## Onorificenze
- Il 14 marzo 1966, con decreto del presidente della Repubblica, gli fu conferita la medaglia di bronzo al merito della pubblica finanza in qualità di presidente della commissione provinciale per le imposte dirette e per le imposte indirette sugli affari di Belluno.[30][31]
- Il 19 ottobre 1984, essendosi distinto per la sua attività e per l'altruismo verso il prossimo, fu premiato a Borgo Pra con la medaglia bronzea dello scultore Massimo Facchin.[32]
- Il 27 dicembre 1990, su proposta della presidenza del Consiglio dei ministri, fu nominato grande ufficiale ordine al merito della Repubblica italiana con quattro decreti.[33][34][35]